# Meunet-Planches
Meunet-Planches är en kommun i departementet Indre i regionen Centre-Val de Loire i de centrala delarna av Frankrike. Kommunen ligger i kantonen Issoudun-Sud som tillhör arrondissementet Issoudun. År 2022 hade Meunet-Planches 168 invånare.

## Befolkningsutveckling
Antalet invånare i kommunen Meunet-Planches
Referens:INSEE